# Dara-csúcs
A Dara-csúcs a Fogarasi-havasokban Románia tizedik legmagasabb hegye. A legkönnyebb útvonal a csúcsra  Felsőszombatfalváról indul ki.